# 3-Länder-Route
Die 3-Länder Route ist ein ca. 250 km langer Radwanderweg durch die Eifel zwischen Aachen und Trier. Die Route verläuft größtenteils durch Deutschland, aber auch durch Belgien und Luxemburg. Die 3-Länder-Route wird vom Eifelverein betrieben.

## Streckenverlauf
Von Aachen nach Trier (Norden nach Süden):
- Aachen (NRW, Deutschland)
- Raeren (Belgien)
- Monschau (Städteregion Aachen, NRW, Deutschland)
- Hellenthal (Kreis Euskirchen, NRW, Deutschland)
- Stadtkyll (Landkreis Vulkaneifel, RLP, Deutschland)
- Prüm (Eifelkreis Bitburg-Prüm, RLP, Deutschland)
- Arzfeld (Eifelkreis Bitburg-Prüm, RLP, Deutschland)
- Neuerburg (Eifelkreis Bitburg-Prüm, RLP, Deutschland)
- Echternach (Luxemburg)
- Wasserbillig (Luxemburg)
- Trier (RLP, Deutschland)

## Anschlüsse an andere Radwanderwege
Es gibt Anschlüsse an folgende weitere Radwanderwege: 
- 2-Länder-Route (Aachen-Nijmegen)
- Wasserburgen-Route (Aachen-Bonn)
- Kaiser-Route (Aachen-Paderborn)
- Mosel-Radweg